# شبکه بزرگراه‌های استانی انتاریو
شبکه بزرگراه‌های استانی انتاریو (انگلیسی: Ontario Provincial Highway Network) شامل تمام جاده‌های انتاریو است که توسط وزارت ترابری انتاریو نگهداری می‌شود، از جمله جاده‌هایی که به‌عنوان بخشی از بزرگراه کینگ، بزرگراه‌های ثانویه و جاده‌های درجه سوم تعیین شده‌اند. اجزای سیستم -شامل ۱۶۹۰۰ کیلومتر (۱۰۵۰۰ مایل) جاده و ۲۸۸۰ پل - در مقیاسی از بزرگ‌راه ۴۰۱ انتاریو، شلوغ‌ترین بزرگراه در آمریکای شمالی، تا جاده‌های دسترسی به جنگل‌کاری و معدن آسفالت نشده‌است. طولانی‌ترین بزرگراه نزدیک به ۲۰۰۰ کیلومتر (۱۲۰۰ مایل) طول دارد در حالی که کوتاه‌ترین آن کمتر از یک کیلومتر است. برخی از جاده‌ها بزرگراه‌های بدون علامت هستند و فاقد علائمی برای نشان دادن نگهداری آنها توسط وزارت ترابری انتاریو هستند. اینها ممکن است بقایای بزرگراه‌هایی باشند که هنوز تحت کنترل استانی هستند و نام‌های آن‌ها از رده خارج شده‌اند.

## بزرگ‌راه‌ها
- بزرگ‌راه ۲آ انتاریو
- بزرگ‌راه ۲۷ انتاریو
- بزرگ‌راه ۴۰۰ انتاریو
- بزرگ‌راه ۴۰۱ انتاریو
- بزرگ‌راه ۴۰۴ انتاریو
- بزرگ‌راه ۴۰۹ انتاریو
- بزرگ‌راه ۴۲۷ انتاریو
- کوئین الیزابت وی
- جاده آلن
- دون ولی پارک وی
- بزرگ‌راه گاردینر